# Pseudoepedanus dolensis
Pseudoepedanus dolensis – gatunek kosarza z podrzędu Laniatores i rodziny Epedanidae. Jedyny znany przedstawiciel monotypowego rodzaju Pseudoepedanus.